# Варнене, Ядвига Иозовна
Ядвига Иозовна Варнене — советский литовский хозяйственный деятель, Герой Социалистического Труда.

## Биография
Родилась в 1926 году в Даргужюе. Член КПСС.
В 1949—1959 — швея, мастер, старший мастер, в 1959—1974 — начальник цеха, в 1974—1990 — директор Вильнюсского объединения швейных предприятий «Лелия» Министерства лёгкой промышленности Литовской ССР.
Указом Президиума Верховного Совета СССР от 9 июня 1966 года присвоено звание Героя Социалистического Труда с вручением ордена Ленина и золотой медали «Серп и Молот».
Заслуженный работник лёгкой промышленности Литовской ССР (1978).
Жила в Литве.

## Награды и звания
- Герой Социалистического Труда (09.06.1966)
- Орден Ленина (09.06.1966)